# Kollineare Laserspektroskopie
Bei der kollinearen Laserspektroskopie wird ein Laserstrahl mit einem schnellen Atom-, Molekül- oder Ionenstrahl parallel überlagert. Durch die schnelle Bewegung der Teilchen in Richtung des Laserstrahls kommt es zu einer Verkleinerung der Dopplerlinienbreite durch die thermische Bewegung der Teilchen. Indem man die kinetische Energie der Teilchen erhöht, lässt sich die Dopplerlinienbreite soweit verringern, dass man die natürliche Linienbreite eines atomaren Übergangs beobachten kann.
Die Breite der longitudinalen (in Strahlrichtung) Energieverteilung in Abhängigkeit von der kinetischen Energie eines Teilchenstrahls wird beschrieben durch folgende Formel:
{\displaystyle \delta E=\delta (1/2\,m\,c^{2}\,\beta ^{2})=m\,c^{2}\,\beta \cdot \delta \beta ={\text{const.}},}
wobei {\displaystyle \beta =v/c}. Damit folgt für die Breite der longitudinalen Geschwindigkeitsverteilung:
{\displaystyle \delta \beta ={\frac {\delta {v}}{c}}={\frac {\text{const.}}{m\,c^{2}}}\cdot {\frac {c}{v}}.}
Wie man sieht, schrumpft die Breite der Geschwindigkeitsverteilung {\displaystyle \delta v} mit steigender Geschwindigkeit des Teilchenstrahls. Gleichzeitig verschiebt sich die Frequenz des von einem angeregten, sich bewegenden Atoms/Ions emittierten Photons durch den Dopplereffekt. Die Frequenz des Photons im Laborsystem berechnet sich gemäß der Dopplerformel zu:
{\displaystyle \nu _{\text{Labor}}=\nu _{\text{Ruhe}}\times {\frac {1\pm \beta }{\sqrt {1+\beta }}}}
wobei {\displaystyle \beta } der in der speziellen Relativitätstheorie verwendete Quotient der Teilchengeschwindigkeit und Lichtgeschwindigkeit {\displaystyle \beta =v/c} ist.
In obiger Formel ist „+“ relevant für Situationen, in denen sich das Teilchen auf den Beobachter zubewegt, „−“ wenn es sich vom Beobachter weg bewegt.

## Spezielle Verfahren
Von besonderem Interesse ist die Verwendung der kollinearen Laserspektroskopie zur Untersuchung der Eigenschaften kurzlebiger, radioaktiver Isotope. Diese Art von Isotopen werden mittels spezieller Verfahren an geeigneten Anlagen, wie zum Beispiel mit der ISOLDE-Einrichtung des CERN, erzeugt und dann den Experimentatoren als Ionenstrahl zur Verfügung gestellt. Die Ionen werden dabei mittels elektromagnetischer Felder beschleunigt und haben somit eine kinetische Energie, die weit über der thermischen Energie liegt.
Betrachtet man obige Dopplerformel für Ionen, die im elektrischen Feld eines Teilchenbeschleunigers beschleunigt werden, so ist die kinetische Energie des Ions gegeben durch:
{\displaystyle E_{\mathrm {tot} }=eU+mc^{2}={\frac {mc^{2}}{\sqrt {1-\beta ^{2}}}}}
Daraus ergibt sich für die detektierte Frequenz im Labor in Abhängigkeit von der beschleunigenden Spannung:
{\displaystyle \nu _{\text{Labor}}=\nu _{\text{Ruhe}}\times {\frac {mc^{2}+eU\pm {\sqrt {eU(2mc^{2}+eU)}}}{mc^{2}}}}
Neben „klassischen“ Nachweismethoden, wie der Beobachtung des Fluoreszenzlichts, das ausgesandt wird, wenn der Laser in Resonanz mit dem Übergang in der Elektronenhülle ist, lassen sich bei radioaktiven Isotopen hochempfindliche, nichtoptische Nachweisverfahren einsetzen.